# West Coast Main Line
La West Coast Main Line (Línea principal de la Costa Oeste en inglés) o simplemente WCML es una de las más importantes líneas ferroviarias del Reino Unido.
Conecta Londres con las Midlands del Oeste, el Noroeste de Inglaterra, Gales del Norte y el sur de Escocia.
El tronco principal enlaza las estaciones Euston y Glasgow Central y tiene una longitud de 645 km (401 millas). Sirve además a las ciudades de Birmingham, Rugby, Preston, Carlisle y Edimburgo entre otras. 
A pesar de denominarse Main Line (Línea Principal) actualmente comprende, además de la línea Londres-Glasgow, un complejo sistema de ramales y variantes que sirven a importantes ciudades, como Northampton, Coventry, Birmingham, Wolverhampton, Stoke-on-Trent, Stockport, Mánchester, Liverpool y Edimburgo.
También hay una conexión a través de Crewe y Chester a Holyhead a lo largo de la línea de la costa hacia el norte a Gales. Esta línea se conecta a Holyhead Ferries en Dublín, Irlanda.r a Holyhead a lo largo de la línea de la costa hacia el norte a Gales. Esta línea se conecta a Holyhead Ferries en Dublín, Irlanda.
En la actualidad, y a lo largo de la línea operan diferentes compañías, entre las que destaca Avanti West Coast, con sus conexiones entre Londres Euston y Escocia.
La WCML es de importancia estratégica en el contexto europeo y ha sido catalogada como ruta prioritaria dentro de las Redes Trans-Europeas. Es el principal corredor ferroviario de cargas que vincula la Europa continental (vía el Eurotúnel, Londres y el sudeste de Inglaterra) con las Midlands del Oeste, el Noroeste de Inglaterra y Escocia, siendo una de las rutas de mercancías más activas de toda Europa.